# Èric Bertran i Martínez
Èric Bertran i Martínez (Barcelona, 4 d'abril de 1990) és un escriptor i activista català. Va esdevenir famós perquè el 2004, amb 14 anys d'edat, va ser acusat d'un presumpte delicte d'amenaces terroristes per haver enviat un correu electrònic a uns supermercats demanant l'etiquetatge en català. Trenta agents de la brigada antiterrorista de la Guàrdia Civil van anar a casa seva acusant-lo d'haver enviat amenaces terroristes. Va haver d'anar a l'Audiència Nacional d'Espanya, on una fiscal li va demanar que digués que és espanyol, o que si no, el tancaria a la presó. Ell s'hi va negar.

## Biografia
És autor del llibre Èric i l'Exèrcit del Fènix (2005), amb més de tretze mil exemplars venuts, del qual l'any 2007 se'n va fer una obra de teatre (escrita per Víctor Alexandre i dirigida per Pere Planella), que va estar dos mesos en cartell a Barcelona. Se n'ha fet una adaptació cinematogràfica estrenada el novembre del 2012. Posteriorment, va publicar L'institut de la vergonya (2007). L'any 2005 Xevi Mató va rodar un documental sobre la història que va protagonitzar Bertran quan, amb 14 anys, l'Audiència Nacional li demanava vuit anys de reformatori per haver demanat l'etiquetatge en català a unes empreses i dir que només és català durant una declaració (així consta a l'expedient). El documental s'ha traduït a l'anglès (per Heather Hayes) i ha tingut 1.200.000 visionats. El 2012 es va estrenar la pel·lícula Fènix 11·23 dirigida per Joel Joan i Sergi Lara, on s'explica la història de l'Èric.
Ha publicat regularment articles d'opinió a diversos mitjans de comunicació locals i electrònics, com directe.cat i e-noticies.cat. Col·labora amb diverses plataformes i esdeveniments en defensa de la independència de Catalunya, i ha fet presentacions dels seus llibres, col·loquis polítics, i conferències sobre immigració i cohesió social.
Fou sotssecretari d'immigració de Convergència Democràtica de Catalunya, sotsdirector de la Fundació Nous Catalans, i president del moviment juvenil NousCatalans.Joves.

## Obra
- 2006: Èric i l'Exèrcit del Fènix. Acusat de voler viure en català tracta la història autobiogràfica de l'autor. Quan tenia catorze anys (l'any 2004) va ser acusat de terrorista per haver demanat l'etiquetatge en català a unes empreses sota el nom de la seva pàgina web «l'Exèrcit del Fènix». Més de vint agents de la brigada antiterrorista de Madrid van anar a escorcollar la seva habitació gairebé a mitjanit. Setmanes més tard va declarar a l'Audiència Nacional durant quatre hores seguides. L'endemà van fer-li un test psicològic de dues hores més, i li demanaven una pena de vuit anys de reformatori. Finalment la pressió de la gent al davant dels Supermercats DIA, l'empresa que l'havia denunciat, va fer que es retirés la denúncia i l'Èric no pogués ser condemnat.

Té especial rellevància la part humana de la història, els conflictes familiars, o el fet de veure com un noi de catorze anys li diu a una fiscal a l'Audiència Nacional que ell no és espanyol i que només és català. Víctor Alexandre va escriure'n una obra de teatre, Èric i l'Exèrcit del Fènix, que va ser dirigida per Pere Planella. Va estar dos mesos al Teatre Borràs de Barcelona el 2007, i va fer gira pels Països Catalans. L'editorial Proa va publicar un llibre amb el mateix nom.
D'altra banda, a finals del 2005, Xevi Mató va fer un documental d'aquesta història, traduït a l'anglès per Heather Hayes, que ha recorregut mig planeta i s'ha situat entre els més vistos del món al YouTube. El 2011, en Joel Joan va dirigir la pel·lícula Fènix 11·23 basada en aquests fets.
- 2007: L'institut de la vergonya (Proa), ISBN 9788482565088[11]

## Reconeixement
- 2006: "Segador de l'any"[12]
- 2007: Jaume I d'Acció Cultural del País Valencià